# Guido Meyer
Guido Meyer (* 12. Februar 1959 in Eupen) ist ein deutscher römisch-katholischer Theologe und Hochschullehrer.

## Leben
Guido Meyer studierte römisch-katholische Theologie an der Universität Aachen und an der Universität Löwen in Belgien. Meyer ist verheiratet und hat zwei Kinder. Nach seinem Studium war er zwei Jahrzehnte als Sekundarschullehrer (Gymnasiallehrer Belgien) tätig. Seit 2003 ist Meyer Universitätsprofessor für Religionspädagogik an der RWTH Aachen.

## Werke (Auswahl)
- Von der Archetypenlehre zur Wirkbilddidaktik. Eine religionspädagogische Auseinandersetzung mit der Jungschen Archetypenlehre, Verlag Mainz, Aachen ISBN
- Bilder, Bildung und christlicher Glaube. Eine Auseinandersetzung mit den Grundlagen einer religionspädagogisch verantwortbaren Bildtheorie, Lit-Verlag, Münster-Hamburg-London 2002
- Glaubend begehren, begehrend Glauben, Christentum als Kultur des Begehrens, Logos Verlag, Berlin 2010